# ميلتون شيفر
ميلتون شيفر (بالإنجليزية: Milton Schafer)‏ هو كاتب أغاني وعازف بيانو وملحن أمريكي، ولد في 24 سبتمبر 1920.

## وصلات خارجية
- ميلتون شيفر على موقع ميوزك برينز (الإنجليزية)
- ميلتون شيفر على موقع قاعدة بيانات برودواي على الإنترنت (الإنجليزية)